# Kolašin

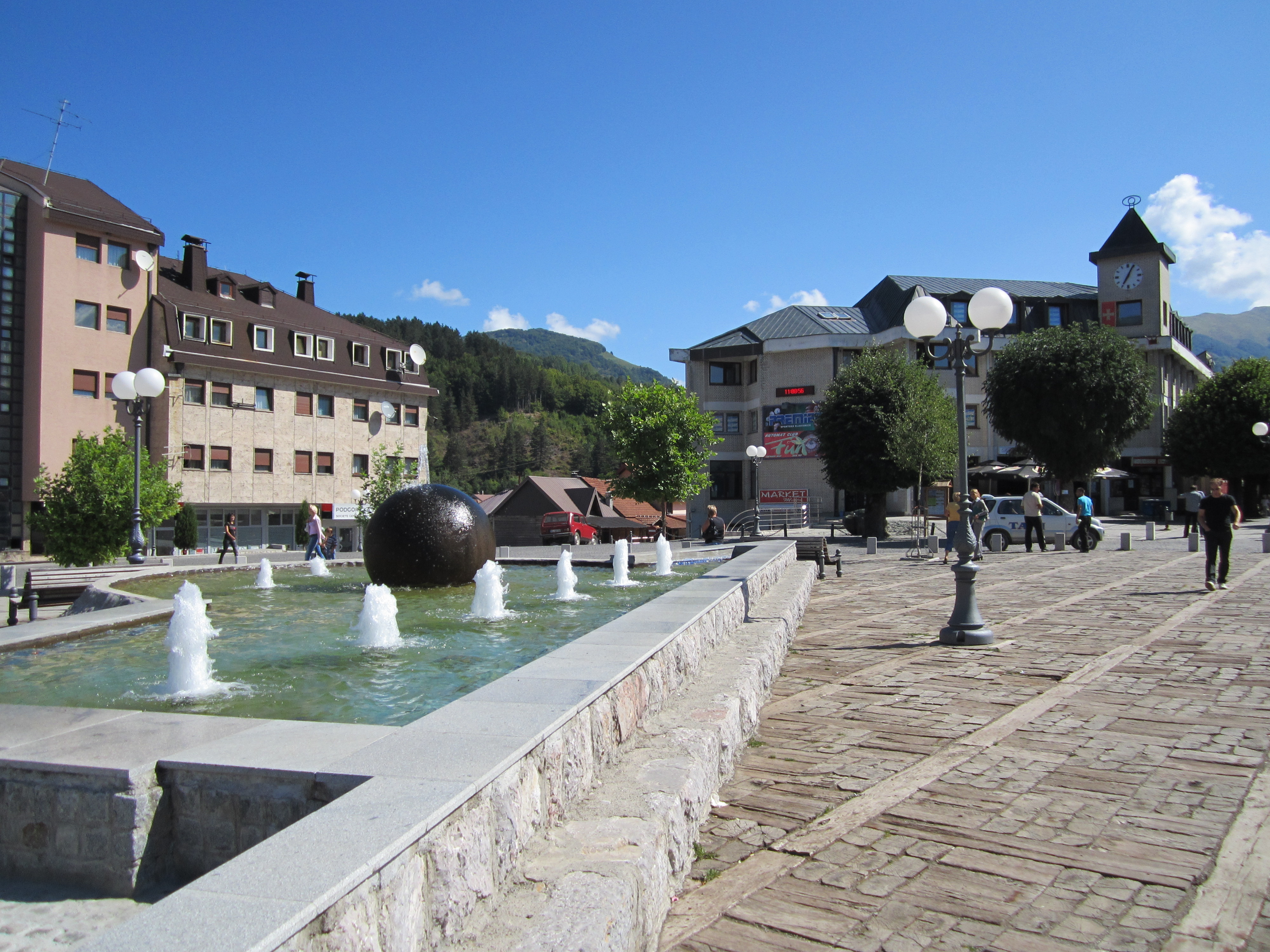
Stadtzentrum von Kolašin

Blick auf Kolašin

Kolašin (kyrillisch Колашин) ist eine Kleinstadt im Zentrum Montenegros. Der Wintersportort hat etwa 2500 Einwohner.

## Geografie
Kolašin liegt 80 Kilometer nördlich der Hauptstadt Podgorica in den Bergen im Zentrum Montenegros. Die Tara fließt westlich am Ort vorbei.

## Geschichte
Kolašin wurde im 17. Jahrhundert von den Osmanen gegründet und nach dem in unmittelbarer nähe liegenden Dorf Kolašin benannt. In der Stadt selbst errichtete sie eine Festung. Der lange Kampf zwischen Montenegrinern und Osmanen um die Stadt wurde auf dem Berliner Kongress 1878 zugunsten Montenegros entschieden. Während des Zweiten Weltkriegs kam es bei Kämpfen zur fast vollständigen Zerstörung der Stadt. In Kolašin wurde 1943 der „Antifaschistische Rat des Volksbefreiungskampfes von Montenegro und der Bucht von Kotor“ gegründet – die spätere Volksversammlung der Montenegriner. In den 1980er Jahren drohte die endgültige Vernichtung des Ortes, als man einen Stausee am Fluss Tara plante, diese Idee wurde aber verworfen.

## Bevölkerung
Zur Volkszählung von 2011 hatte die Gemeinde Kolašin 8.380 Einwohner, von denen sich 4.812 (57,42 %) als Montenegriner und 2.996 (35,75 %) als Serben bezeichneten. Daneben leben in der Gemeinde noch weitere kleinere Bevölkerungsgruppen.

## Verkehr
Kolašin liegt an der Hauptstraße, die die Küste und Podgorica mit Serbien verbindet, der Europastraßen E65 und E80.
Darüber hinaus liegt Kolašin an der Bahnstrecke Belgrad–Bar.
Der nächste Flughafen befindet sich in Podgorica. Seit Juli 2022 ist Kolašin durch die erste Autobahn Montenegros mit der Hauptstadt Podgorica verbunden. 

## Tourismus
Gemeinsam mit Žabljak ist Kolašin einer der bedeutendsten Skisportorte in Montenegro. Die Berge Bjelasica und Sinjajevina bieten gute Skisportbedingungen. Die gute Luft in den Bergen macht Kolašin ebenso zum Luftkurort.
Kolašin dient außerdem als Ausgangspunkt für Ausflüge zum Biogradska Gora Nationalpark mit einem der wenigen verbliebenen Urwälder Europas und dem Biogradsko jezero.

## Sport
Der bedeutendste Sportclub der Stadt ist „Gorstak Kolašin“ mit Fußball-, Basketball- und Karateabteilungen. Die Basketballabteilung spielt seit deren Neugründung 2006 in der Montenegrinischen Basketballliga.

## Städtepartnerschaften
Kolašin unterhält folgende Partnerschaften:
| Stadt          | Land              | seit |
| -------------- | ----------------- | ---- |
| Lowetsch       | Bulgarien         | 2019 |
| Prijepolje     | Zlatibor, Serbien |      |
| Slowjanoserbsk | Luhansk, Ukraine  |      |

## Söhne und Töchter des Ortes
Folgende bekannte Persönlichkeiten stammen aus Kolašin:
- Sekula Drljević (1884–1945), Politiker
- Milovan Jakšić (1909–1953), Fußballspieler
- Vesna Medenica (* 1957), Richterin
- Slavko Labovic (* 1963), Schauspieler